# Entedon washingtoni
Entedon washingtoni är en stekelart som beskrevs av Girault 1917. Entedon washingtoni ingår i släktet Entedon och familjen finglanssteklar. Inga underarter finns listade i Catalogue of Life.